# Tomáš Přikryl
Tomáš Přikryl (* 4. července 1992) je český fotbalový útočník a reprezentant, který od 2019 působí v klubu Jagiellonia Białystok.

## Klubová kariéra

### SK Sigma Olomouc
V roce 2002 přestoupil v 10 letech z Velkého Týnce do Sigmy Olomouc. Zde prošel mládežnickými výběry a hrál za Sigmu Olomouc B. 1. srpna 2010 ho trenér Zdeněk Psotka zařadil do A týmu. Debutoval 8. srpna 2010 v zápase proti hostujícímu FK Ústí nad Labem, šel na hřiště v 84. minutě. Olomouc vyhrála 3:0.
Ve své první sezoně 2010/11 v Gambrinus lize odehrál Přikryl 17 zápasů a dal 3 góly. Následující sezónu 2011/12 přidal dalších 10 odehraných zápasů (gólově se neprosadil). V lednu 2012 přestoupil do Sparty Praha.

### AC Sparta Praha

#### Sezóna 2011/12

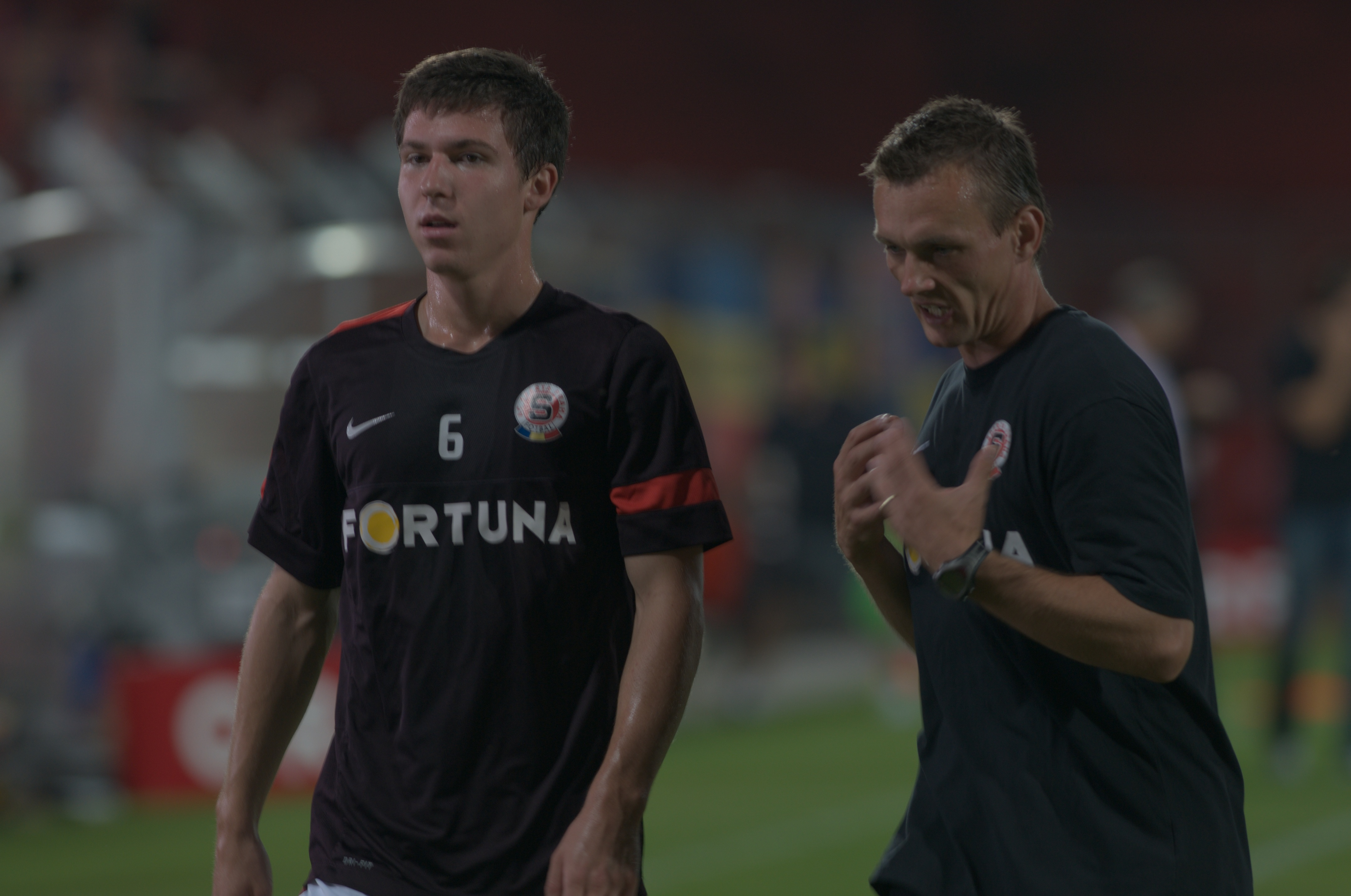
Tomáš Přikryl (vlevo) a Tomáš Zápotočný

V lize debutoval za Spartu 3. března 2012 (19. kolo) v domácím utkání proti Plzni, které pražský klub prohrál 1:3. V následujícím 20. kole 9. března se poprvé prosadil i střelecky, v zápase proti domácímu Žižkovu vstřelil úvodní gól a Sparta nakonec zvítězila 2:0. V dalším kole 16. března se opět trefil a přispěl k výhře 2:0 nad hostujícím Baníkem Ostrava. Do třetice se prosadil 24. března ve 22. kole proti domácí Slavii Praha, zařídil tak bod za remízu 1:1.
Do konce sezóny 2011/12 nastřádal celkem 12 zápasů, v nichž vsítil výše uvedené 3 branky. Sparta obsadila v Gambrinus lize 2. příčku.

#### Sezóna 2012/13
10. března 2013 se v 19. ligovém kole podílel jedním gólem na remíze 2:2 proti Jablonci.
V základní skupině I Evropské ligy 2012/13 byla Sparta Praha přilosována k týmům Olympique Lyon (Francie), Ironi Kirjat Šmona (Izrael) a Athletic Bilbao (Španělsko). V prvním utkání Sparty 20. září 2012 proti domácímu Lyonu hrál Přikryl do 71. minuty (pak byl střídán), pražský klub podlehl soupeři 1:2. 4. října v domácím utkání proti finalistovi Evropské ligy předešlého ročníku Athleticu Bilbao šel na hřiště v 87. minutě, Sparta zvítězila 3:1 a připsala si první 3 body do tabulky. 25. října 2012 v zápase s izraelským týmem Ironi Kirjat Šmona zasáhl do hry od 68. minuty, kdy střídal Václava Kadlece. Sparta Praha si připsala další tři body za výhru 3:1, s celkovými 6 si upevnila druhé místo v tabulce základní skupiny za Lyonem. 8. listopadu 2012 v odvetě s Ironi Kirjat Šmonou v Izraeli (hrálo se na stadionu v Haifě) nastoupil v 63. minutě na hřiště a byl u konečné remízy 1:1. 22. listopadu nastoupil ve druhém poločase domácího zápasu s Lyonem, který skončil remízou 1:1. Tento výsledek posunul Spartu Praha již před posledními zápasy základní skupiny do jarní vyřazovací části Evropské ligy z druhého místa (první místo si zároveň zajistil Lyon). Ihned po svém příchodu na hřiště přihrál Přikryl na vyrovnávací gól Josefu Hušbauerovi. Poslední zápas základní skupiny I proti Bilbau 6. prosince 2012 neabsolvoval, díky remíze 0:0 pražský celek získal ve skupině celkem 9 bodů. Představil se až v odvetě šestnáctifinále 21. února 2013 na Stamford Bridge proti anglickému velkoklubu Chelsea FC, Sparta dlouho vedla 1:0, ale naději na prodloužení neudržela, ve druhé minutě nastaveného času inkasovala vyrovnávací gól na 1:1 z kopačky Edena Hazarda a po domácí prohře 0:1 z Evropské ligy vypadla.

#### Sezóna 2013/14
9. března 2014 vstřelil vítězný gól v ligovém šlágru s Viktorií Plzeň. Sparta vyhrála 1:0 a odskočila na čele druhé Plzni o 8 bodů. Pro Přikryla to byla první ligová trefa v sezoně. V sezóně 2013/14 slavil se Spartou Praha zisk ligového titulu již ve 27. kole 4. května 2014. 17. května 2014 získal se Spartou double po výhře 8:7 v penaltovém rozstřelu ve finále Poháru České pošty proti Viktorii Plzeň. Přikryl svůj pokus proměnil.

#### Sezóna 2014/15
Sezonu 2014/15 zahájil gólem v prvním soutěžním duelu 2. předkola Ligy mistrů UEFA proti estonskému klubu FC Levadia Tallinn, kdy pečetil vysokou výhru Sparty brankou na konečných 7:0.
V Synot lize 2014/15 ve druhém kole 2. srpna 2014 vstřelil úvodní dva góly domácího zápasu s FC Vysočina Jihlava, měl tak lví podíl na výhře 3:0.

### FK Dukla Praha (hostování)
Na konci ledna 2015 odešel na půlroční hostování do týmu FK Dukla Praha. dehrál zde 10 ligových zápasů a vstřelil 3 góly.

### FK Mladá Boleslav
V zimním přestupovém období sezóny 2015/16 přestoupil ze Sparty do FK Mladá Boleslav.

## Reprezentační kariéra
V mládežnické reprezentaci debutoval 11. září 2007 za tým do 16 let v přátelském zápase se Slovenskem. Hrál postupně ve výběrech Česka do 17, 18, 19 a 21 let. V červenci 2011 hrál za Česko na Mistrovství Evropy ve fotbale hráčů do 19 let v Rumunsku, kde se dostal s týmem vedeným trenérem Hřebíkem až do finále (prohra 2:3 po prodloužení se Španělskem) a získal stříbrnou medaili. Přikryl se stal s třemi vstřelenými góly nejlepším střelcem českého týmu a obsadil druhé místo mezi střelci turnaje.
Zúčastnil se domácího Mistrovství Evropy hráčů do 21 let 2015 konaného v Praze, Olomouci a Uherském Hradišti.

## Úspěchy

### Reprezentační
- 1× stříbro z ME do 19let - (2011)